# Duplicaria silvanae
Duplicaria silvanae é uma espécie de gastrópode do gênero Duplicaria, pertencente à família Terebridae.